# 學院美術館 (佛羅倫薩)
學院美術館（義大利語：La Galleria dell'Accademia a Firenze）是位於義大利佛羅倫薩的一座美術館，也是佛羅倫薩美術學院的附屬美術館。學院美術館成立於1784年。美術館最有名的展品是大衛像。1873年，為了防止風雨的侵蝕，大衛像從舊宮前面的領主廣場搬至學院美術館展出。

## 外部連結
- 官方網站（页面存档备份，存于）（英文）（意大利文）

Template:佛罗伦萨地标